# Gao Shun
Gao Shun (chinesisch 高順 / 高顺, Pinyin Gāo Shùn; * im 2. Jahrhundert; † 198) war ein General des Kriegsherrn Lü Bu zur Zeit der Drei Reiche im alten China. Durch seine Fähigkeit, feindliche Lager sehr rasch einzunehmen, war er auch als Panzerknacker (陷陣營) bekannt.
198 n. Chr. wurde Gao Shun befohlen, zusammen mit Cao Xing die Stadt Xiaopei einzunehmen. Der Kriegsherr Cao Cao schickte seinen General Xiahou Dun, um der Stadt beizustehen. Zuerst unterlag Gao Shun in einem direkten Zweikampf mit Xiahou Dun, konnte jedoch fliehen. Cao Xing schoss Xiahou Dun einen Pfeil in sein linkes Auge, als dieser die Verfolgung aufnahm. Schließlich gelang es Gao Shun die Schlacht doch noch für sich zu entscheiden und den feindlichen General zu vertreiben.
Noch im selben Jahr griffen die verbündeten Truppen Liu Beis und Cao Caos Xiapi an, wo Lü Bu residierte. Als Liu Bei und Cao Cao den Sieg errungen hatten und die Stadt gefallen war, konnte auch Gao Shun gefasst werden. Er leistete keinen Widerstand und wurde enthauptet.